# Tu Shengqiao
Tu Shengqiao (Wuhan, 9 novembre 1968) è un ex calciatore cinese, di ruolo centrocampista.

## Carriera

### Nazionale
Ha esordito in nazionale il 6 dicembre 1988, in Coppa d'Asia, nella partita vinta per 1-0 contro il Bahrein; nel corso del torneo ha poi giocato ulteriori 3 partite.